# Sant Sebastià de Rià

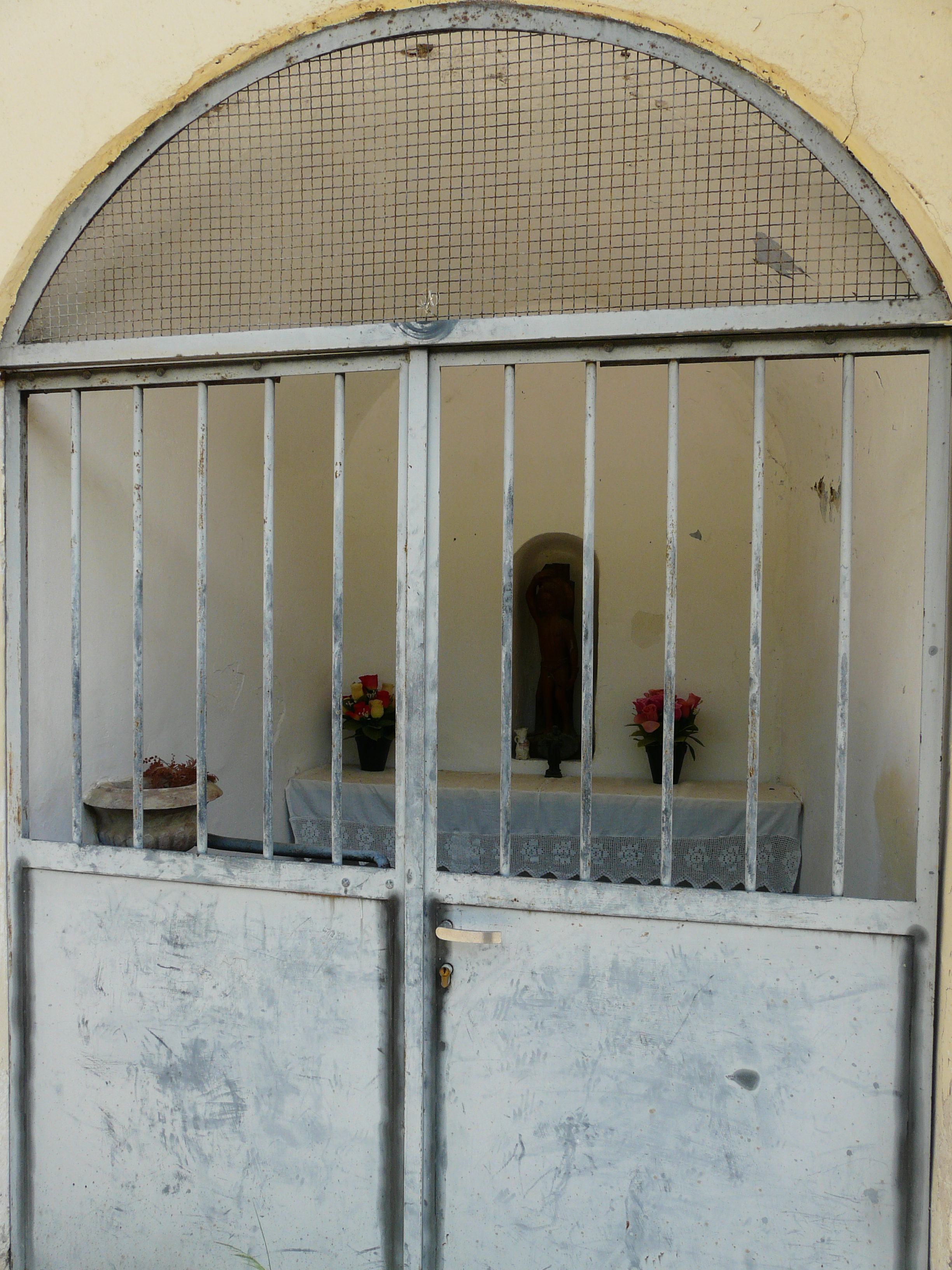
Interior de la capella

Sant Sebastià de Rià és una capella del poble de Rià, a la comuna nord-catalana de Rià i Cirac, a la comarca del Conflent.
És al nord de la Lliça, a l'esquerra del Callan, a l'extrem nord-oriental del Pont de Sant Sebastià.
És una petita capella de carrer o de camí, que acull sota teulada tot just la imatge del sant i l'altar, de manera que, en cas de celebració, els participants romanen dempeus a l'espai de davant de la porta, atès que no hi ha pràcticament espai per a ningú més que el sacerdot celebrant.